# 哈罗德·C·勋伯格
哈罗德·查尔斯·勋伯格（英語：Harold Charles Schonberg，1915年11月29日—2003年7月26日），美国音乐评论家、记者，曾获1971年普利策奖。

## 简介
哈罗德·查爾斯·勋伯格出生于纽约，四岁开始学习钢琴，先后就读于布鲁克林学院和纽约大学，1938年以伊丽莎白时代的歌谣集为论文获得硕士学位。二战中服役之后，勋伯格先后供职于《纽约太阳报》、《音乐快递》等期刊。勋伯格1950年起为《纽约时报》供稿，后任首席音乐评论员、文化评论作家等，1985年退休后仍笔耕不辍，直至去世。1971年，勋伯格获得新设立不久的普利策批评奖，成为首位获得普利策奖的音乐评论家。
从勋伯格撰写的评论和文章来看，相较于20世纪演奏家的至臻技巧，他更支持19世纪情感丰富、个人化的作品演绎方式。勋伯格个人钢琴技术一般，但十分热爱，他最欣赏的钢琴家包括吉列尔斯、里赫特、贝尔曼、基辛等等。勋伯格对于伯恩斯坦的指挥风格和序列主义音乐的兴起有颇多质疑。

## 部分作品
- 《不朽的钢琴家》（The Great Pianists），1964年
- 《伟大指挥家》（The Great Conductors），1967年
- 《伟大作曲家的生活》（The Lives of the Great Composers），1970年